# Aurinha do Coco
Áurea da Conceição de Assis Souza (Olinda, 1959 -  27 de janeiro de 2021), conhecida como Mestra Aurinha do Coco, foi uma coquista, cantora e compositora pernambucana. Ela foi considerada uma das principais referências e guardiã do coco de roda em Pernambuco, além de griô, pessoa responsável por manter a memória de um grupo ou comunidade e difundir tradições.

## Vida e carreira
Aurinha do Coco cresceu no bairro do Amaro Branco, em Olinda, onde ouviu durante toda a sua infância a tradição dos coquistas. Começou sua carreira na música integrando corais como o Coral São Pedro Mártir e o Madrigal de Recife, regidos pelos maestros José Beltão e Otoniel Mendes. Como vocalista, fez parte do grupo de Selma do Coco durante dez anos. Na década de 1990, decidiu seguir em carreira solo, difundindo o ritmo da cultura de Pernambuco em todo o estado e em diversas cidades no Brasil. Fez parcerias com nomes relevantes do cenário musical brasileiro, como Alceu Valença, Naná Vasconcelos e Lia de Itamaracá. Aurinha do Coco também se apresentou em grandes palcos e festivais, como o Festival de Inverno de Garanhuns, o festival Panorama Percussivo Mundial  e o Festival Coco de Roda Olinda Zumbi.
Aurinha do Coco lançou um álbum em 2020 chamado "Seu Grito" disponível em plataformas digitais, no qual registrou parte de sua obra. Em 2021, lançou o álbum "Eu Avistei", pela produtora musical carioca Reurbana.
Mestra Aurinha do Coco faleceu por parada cardiorrespiratória em 27 de janeiro de 2021, no Rio de Janeiro, onde vivia com uma de suas três filhas.